# Acacia oshanesii
Acacia oshanesii — вид квіткових рослин з родини бобових. Ареал: Австралія (Новий Південний Уельс, Квінсленд).

## Середовище
Росте у вологих склерофільних лісах і тропічних лісах.

## Біоморфологічна характеристика
Це невелике дерево (2–12 метрів). Вид дає блідо-жовті або кремові квітки протягом року.